# 臺南市立南寧高級中學
臺南市立南寧高級中學（英語：Tainan Municipal Nan-Ning Senior High School，簡稱南寧高中）為一所位於臺灣台南市南區的市立完全中學，1960年成立時為臺南市立中學灣裡分部。

## 歷史
- 1960年8月4日，成立臺南市立中學灣裡分部。
- 1961年10月24日，獨立設校為臺南市立南寧初級中學。
- 1968年因應九年國教開辦，改制為臺南市立南寧國民中學。
- 1973年9月5日，附設補校正式開學上課。
- 1974年9月3日，奉令成立速讀實驗班。
- 2002年8月27日，成立南寧高級中學籌備處。
- 2003年8月1日，改制為臺南市立南寧高級中學。

### 歷任校長
| 任次  | 姓名   | 任期           | 備註                             |
| ----- | ------ | -------------- | -------------------------------- |
| 第1任 | 李祥生 | 1960年－1972年 | 1960年為臺南市立中學灣裡分部主任 |
| 第2任 | 白德彰 | 1972年－1979年 |                                  |
| 第3任 | 徐凌雲 | 1979年－1986年 |                                  |
| 第4任 | 盧 強  | 1986年－1993年 |                                  |
| 第5任 | 李全勝 | 1993年－2001年 |                                  |
| 第6任 | 沈瑞南 | 2001年－2006年 | 改制完全中學後首任校長           |
| 第7任 | 顏弘洺 | 2006年－2011年 |                                  |
| 第8任 | 李俊賢 | 2011年－2019年 |                                  |
| 第9任 | 蘇宗立 | 2019年至今     |                                  |

## 校徽
1. 以耕牛頭上掛的鈴為圖案，代表南寧刻苦純樸的校風，充分表現出墾荒的精神
2. 四個鈴象徵國中教育的目標，德、智、體、群四育並進
3. 四個鈴排成東南西北向，以向南的紅色鈴為主代表南寧，紅色象徵辦學的熱誠，三個綠色的鈴代表美麗的校園

## 學區
南寧高中國中部之學區為臺南市南區省躬里、永寧里、松安里、佛壇里、同安里、興農里、喜東里、喜南里、喜北里、鯤鯓里、建南里、南都里。

## 社團
- 攝影社
- 排球社
- 籃球社
- 熱音社
- 桌遊社
- 熱舞社
- 路跑社
- 校刊社
- 科學研究社
- 電腦資訊社
- 跆拳道社
- 魔術社
- 烘焙機縫社
- 閩南語社
- 服務社
- 電影研究社

## 外部連結
- 臺南市立南寧高級中學
- 南寧高中校史室 （页面存档备份，存于）